# 青年は荒野をめざす
『青年は荒野をめざす』（せいねんはこうやをめざす）は五木寛之が1967年に書いた小説。当時若い男性に人気のあった週刊『平凡パンチ』に、1967年3月から10月まで連載した青春小説。ザ・フォーク・クルセダーズが同名の楽曲（作詩：五木寛之）を歌っており、テレビ映画にもなっている。

## あらすじ
小説は全部で8章に分れていて、20歳になったばかりの若者のヨーロッパでのジャズ音楽と女と酒の自分発見の旅をつづる。
- 1章：「霧のナホト航路」。高校を出た北淳一郎は大学進学をあきらめて、新宿のジャズ喫茶「ペイパー・ムーン」でトランペットを吹いて貯めたお金で、ヨーロッパを経てアメリカのニューポート・ジャズ・フェスティバルを目指す。横浜～ナホトカ航路のバイカル号（ソ連極東船舶公団所属の旅客およそ260名という近海公路用客船）に乗り、サンレモで歌う希望の麻紀、アメリカの有名なサックス奏者のアンソニーに会う。船上のアマチュア・コンサートでトランペットを吹く。
- 2章：「モスクワの夜はふけて」。ジュンはハバロフスク～モスクワ路線のツポレフ114飛行機で麻紀の服にジュースをこぼして汚したスチュワーデスのリューバと知り合い、麻紀の服を買う名目でリューバに赤の広場で会い、グム百貨店で買い物。ゴーリキー通りにある「青年カフェ」で踊って演奏、ライラックが咲く茂みで彼女と初体験。競馬ですったお金は麻紀とモスクワ・ラジオ番組への録音アルバイトで取り戻す。
- 3章：「白夜のニンフたち」。トゥルク～ストックホルム航海で不思議な日本人ケンに会う。ストックホルム市内で皿洗い後、男色のリシュリューの郊外の別荘で働き、彼はユダヤ人でドイツから移住、ユダヤ人収容所で殺された若いユダヤ人女性の入れ墨皮膚から作った電気スタンドの笠を秘密の部屋にもっていた。
- 4章：「地下クラブの青春」。年増美人のクリスチーヌの紹介で地下クラブへ。クリスチーヌの娘アンナと夜を過ごす。有名男女が集まる地下クラブへも参加して、男女関係が常識をはるかに超えていて頭がおかしくなりそうで、ストックホルムを逃げ出す。
- 5章：「人魚の町のブルース」。デンマークのコペンハーゲンで、チボリ公園の楽隊員として働く。麻紀に再会し、アンソニーとアメリカから来た有名な片目のジャックとも競演。
- 6章：「パリ・午前零時」。ヨーロッパのジャズの本場はやはりパリ。サン・ミッシェル広場に近い裏通りのジャズの店「シャキペシュ」でこれまた有名なジャズマンのレッドの下でトランペットを吹く。ドイツの若者たちと大けんか。
- 7章：「南ヨーロッパへの旅」。新宿で知り合いのプロフェッサーがロンドンへチェスの国際試合に来て優勝した後、パリへ寄ってもらい、みんなでスペインのマドリッドへ移動。スペイン人マテオと決闘する。さらにポルトガルのリスボンへ移動して、「ファド」を聞く。
- 終章：「新たな荒野を求めて」。麻紀とケンとプロフェッサーの４人でノルウェーの貨物船で、クリスチーヌが紹介するアメリカへ旅立つ。父への手紙で、大学へ進まなかったことを後悔せず、人間の生活の中で学問をしたことを書く。

## 出展
- 五木寛之作品集　第三巻『青年は荒野をめざす、悪い夏 悪い旅』（文藝春秋、1972年）
- 文春文庫　五木寛之『青年は荒野をめざす』 　ISBN 978-4167100346
- 五木寛之著『青年は荒野をめざす』新装版（文藝春秋、2008年） ISBN 978-4-16-710034-6

## テレビ映画
- 『青年は荒野をめざす'99』（1999年、名古屋テレビ、東宝 1999年、監督：加藤義人、主演：安藤政信、葉月里緒菜、主題歌：UA「数え足りない夜の足音」）

## 歌
青年は荒野をめざす （せいねんはこうやをめざす） は、ザ・フォーク・クルセダーズの8枚目のシングル曲。1968年12月5日に東芝音楽工業（現：ユニバーサル ミュージック ジャパン）から発売された。
この曲の作詞者である五木寛之の同名の小説をモチーフにして制作された。本曲の累計売上は20万枚を超える。
2003年度下半期のNHK連続テレビ小説『てるてる家族』（NHK大阪放送局製作）の第122話で、「悲しくてやりきれない」とともに使用された。

### 収録曲
1. 青年は荒野をめざす
  - 作詞：五木寛之／作曲：加藤和彦／編曲：川口真
2. 百まで生きよう
  - 作詞：北山修／作曲：加藤和彦／編曲：ありたあきら

### カバー
- 高石ともや（1969年）　坊や大きくならないで　高石友也フォーク・アルバム第3集
- ORIGINAL LOVE（2006年）　キングスロード
- Phew（2010年）　ファイブ　フィンガー　ディスカウント（万引き）